# Swanomia belgica
Swanomia belgica är en mossdjursart som beskrevs av Hayward och Ryland 1993. Swanomia belgica ingår i släktet Swanomia och familjen Cellariidae. Inga underarter finns listade i Catalogue of Life.